# Carlo Theti
Carlo Theti (* 1529 in Nola; † 1589 in Padua) war ein italienischer Rittmeister, Architekt, Militäringenieur und Verfasser mehrerer Traktate.
Er studierte an der Universität Neapel Mathematik und spezialisierte sich im Bereich Architektur und Festungsbau. Seine Studien über Befestigungen wurden von den damaligen Fürsten und Experten hoch geschätzt.
Als Ratgeber stand er unter anderem Pompeo und Prospero Colonna zur Verfügung. Kaiser Maximilian II. nahm seine Dienste für die ungarische Befestigungen Ersekujvar, Nagykanizsa und Komárom in Anspruch. Am sächsischen Hof in Dresden war Theti von Kurfürst August u. a. als Erzieher und vor allem auch Reitlehrer des Kurprinzen Christian I. 1583–1589 beschäftigt. Theti war maßgeblich an den Verbindungen des sächsischen Hofes zu den oberitalienischen Höfen beteiligt, die sich zum Beispiel auch im intensiven Austausch diplomatischer Geschenke (wie Pferde, Waffen, Kunstgegenstände) äußerten.
In Italien war Theti in Diensten der Herzöge von Savoyen in Turin, am Hof der Este in Ferrara und bei den Medici in Florenz.

## Beitrag zur Weitergabe der Reitkunst
Es kann vermutet werden, dass Carlo Theti, der aus Nola bei Neapel stammte, dort an der königlichen Reitschule der neapolitanischen Könige das Reiten erlernte. Diese Schule lieferte ab dem ausgehenden 15. Jahrhundert Reitlehrer an die Fürstenhöfe ganz Europas und wird in den ersten Schriften über die neue Reitkunst, wie etwa Ordini di Cavalcare von Federigo Grisone, umfassend erwähnt.
Als Reitlehrer von Christian I. von Sachsen und im Auftrag von dessen Vater, Kurfürst August von Sachsen,  trug Theti erheblich zur Einführung der Reitkunst mit ihrer Hohen Schule nach Deutschland bei.
Zeugnisse hierfür sind die Darstellung von Christian I. auf dem Pirnaischen Tor in Dresden in der Postur, einer Posata, die ursprünglich für eine Statue des neapolitanischen Königs Alfons V. in Neapel vorgesehen war. Sie wurde die erste Reiterstatue der Welt, mit dem Pferd in erhobener, auf zwei Beinen ruhender Haltung der Reitkunst.
Theti trug zudem zur Schaffung des bedeutenden Dresdner Kurfürstlichen Stalls und seinem Stallhof bei, dem ersten Museum der Neuzeit, aber auch einer der ersten Mittelpunkte der Entwicklung der Reitkunst.

## Tod
Theti wurde in Padua in der Basilika Sant’Antonio begraben.

## Werke
- Istruzione per i Bombardieri,  Carmagnola 1584.
- Dell’Espugnazione e difesa delle fortezze,  Turin 1585.
- Discorsi sulle fortificazioni, (postum) Vicenza 1617.
- Dell’uso del compasso, Manuskript in Privatbibliothek.